# Sécostéroïde

Noyau tétracyclique avec cycles et carbones numérotés.

Un sécostéroïde est une molécule parente des stéroïdes, dont l'une des liaisons du noyau tétracyclique est rompue.
Les sécostéroïdes sont classés en fonction de cette liaison rompue : un 9,10-sécostéroïde, par exemple, aura la liaison entre C9 et C10 du cycle B rompue et comportera donc un noyau bicyclique CD relié au cycle A par deux atomes de carbone.
La numérotation suit celle des stéroïdes.

## Sécostéroïdes chez l'homme
Les deux formes de la vitamine D (D2 (ergocalciférol) et D3 (cholécalciférol) sont des 9,10-sécostéroïdes.

## Sécostéroïdes d'origine marine
De nombreux sécostéroïdes isolés à ce jour sont d'origine marine et sont notamment extraits de gorgones .

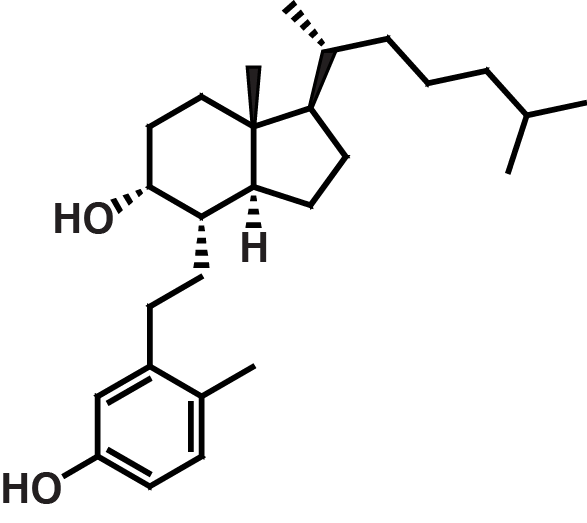
Un 9,10-sécostéroïde : l'astrogorgiadiol
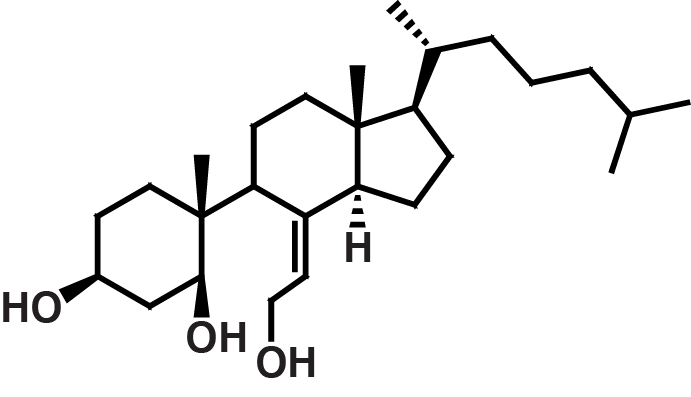
Un 5,6-sécostéroïde : l'hippostérol
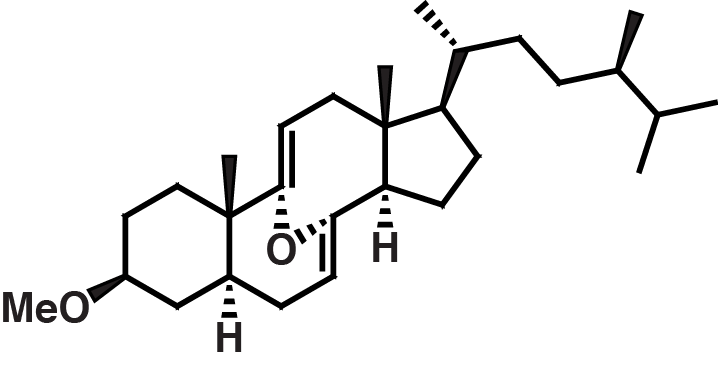
Un 8,9-sécostéroïde : le jereisterol A
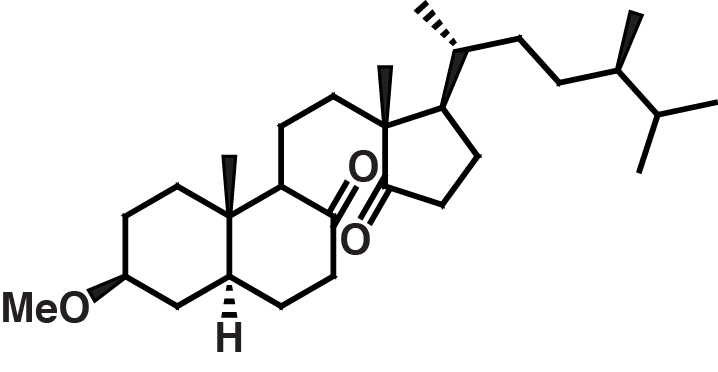
Un 8,14-sécostéroïde : le jereisterol B
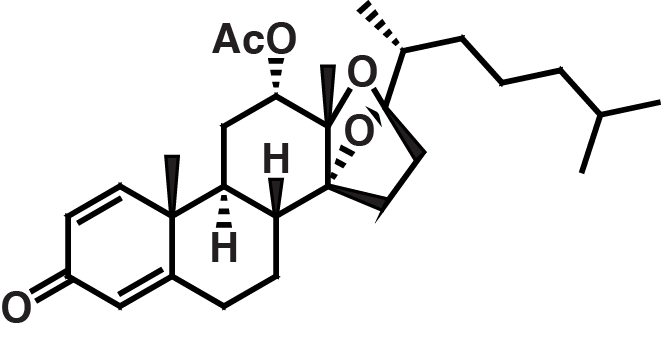
Un 13,17-sécostéroïde : l'isogostérone A
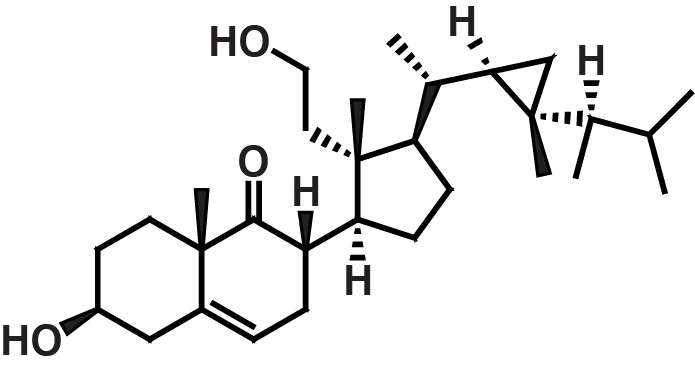
Un 9,11-sécostéroïde extrait de Pseudopterogorgia americana